# Nebaliella antarctica
Nebaliella antarctica is een kreeftachtigensoort uit de familie van de Nebaliidae. De wetenschappelijke naam van de soort is voor het eerst geldig gepubliceerd in 1904 door Thiele.